# Итапесерика-да-Серра
Итапесерика-да-Серра (порт. Itapecerica da Serra)  —  муниципалитет в Бразилии, входит в штат Сан-Паулу. Составная часть мезорегиона Агломерация Сан-Паулу. Находится в составе крупной городской агломерации Агломерация Сан-Паулу. Входит в экономико-статистический  микрорегион Итапесерика-да-Серра. Население составляет 162 239 человек на 2006 год. Занимает площадь 151,458 км². Плотность населения — 1.071,2 чел./км².
Праздник города —  8 мая.

## История
Город основан 3 сентября 1562 года.

## Статистика
- Валовой внутренний продукт на 2003 составляет 990.092.074,00 реалов (данные: Бразильский институт географии и статистики).
- Валовой внутренний продукт на душу населения на 2003 составляет 6.721,15 реалов (данные: Бразильский институт географии и статистики).
- Индекс развития человеческого потенциала на 2000 составляет 0,783  (данные: Программа развития ООН).

## География
Климат местности: субтропический. В соответствии с классификацией Кёппена, климат относится к категории Cfa.